# HMS Paladin (G69)
Lo HMS Paladin (pennant number G69) fu un cacciatorpediniere della Royal Navy britannica, appartenente alla classe P ed entrato in servizio nel dicembre 1941.
Attivo durante la seconda guerra mondiale, il cacciatorpediniere operò inizialmente nel teatro bellico dell'oceano Indiano, partecipando all'incursione giapponese dell'aprile 1942 e alla battaglia del Madagascar in forza alla Eastern Fleet britannica. Dal giugno 1942 fu riassegnato in forza alla Mediterranean Fleet, prendendo parte alle operazioni belliche nel teatro di guerra del Mediterraneo; durante questo periodo partecipò a vari scontri come la battaglia di mezzo giugno, la campagna di Tunisia, lo sbarco in Sicilia e l'operazione Slapstick. Dal gennaio 1944 la nave tornò nell'oceano Indiano, partecipando agli ultimi scontri con l'Impero giapponese.
Nel dopoguerra la nave fu modernizzata e convertita in fregata anti-sommergibili della classe Type 16, ma fu scarsamente impiegata in servizio; radiata nel 1961, fu avviata alla demolizione l'anno dopo.

## Storia

### Prime operazioni nell'oceano Indiano
Impostata nei cantieri navali della John Brown & Company di Clydebank il 22 luglio 1940, la nave venne varata l'11 giugno 1941 con il nome di Paladin ("paladino" in lingua inglese), seconda unità navale britannica a portare questo nome. Entrato in servizio il 12 dicembre 1941 il cacciatorpediniere raggiunse la base di Scapa Flow per essere aggregato alla Home Fleet, ma nel gennaio 1942 fu destinato alle operazioni nell'oceano Indiano e, il 21 febbraio, si unì alla scorta del convoglio WS16 salpato dall'estuario del Clyde e diretto a Bombay; arrivato con il convoglio a Freetown il 1º marzo, il Paladin ripartì in solitaria raggiungendo Città del Capo il 9 marzo dove si unì alla scorta della portaerei HMS Formidable diretta nell'oceano Indiano. Dopo una sosta a Mauritius, il 21 marzo il cacciatorpediniere si unì quindi alla Eastern Fleet britannica, intenta a contrastare un'incursione giapponese nell'Oceano Indiano; nell'ambito di queste operazioni, il 6 aprile il Paladin partecipò al salvataggio dei naufraghi degli incrociatori HMS Cornwall e HMS Dorsetshire affondato il giorno prima da attacchi aerei giapponesi, salvando insieme all'incrociatore HMS Emerald e al cacciatorpediniere HMS Panther 1122 uomini. In seguito, il Paladin fu impiegato a protezione delle rotte navali tra Bombay e i porti dell'Africa orientale.
Nel maggio 1942 il Paladin fu aggregato alle forze navali britanniche incaricate di condurre un'invasione anfibia del Madagascar, partecipando tra il 5 e il 7 maggio alla presa della base navale di Diego Suarez nel nord dell'isola. Dopo alcune operazioni di scorta nell'oceano Indiano, il 1º giugno il cacciatorpediniere raggiunse Aden, trasferendosi quindi a Suez il 6 giugno seguente in vista di un suo schieramento nelle acque del mar Mediterraneo.

### Operazioni nel Mediterraneo
Il 13 giugno 1942 il Paladin si unì alla Mediterranean Fleet britannica per partecipare a una massiccia missione di rifornimento dell'assediata isola di Malta; nel corso della cosiddetta "battaglia di mezzo giugno" la flotta britannica fu duramente contrastata dalle forze aeronavali dell'Asse, dovendo infine abbandonare la missione e rientrare nella base di Alessandria d'Egitto dopo aver subito varie perdite. Nel corso di luglio il Paladin operò nelle acque del Mediterraneo orientale, scortando un convoglio da Porto Said a Cipro e bombardando, il 19 luglio, postazioni italo-tedesche a Marsa Matruh; tra il 10 e il 13 agosto svolse con altre unità manovre diversive nel Mediterraneo orientale per sviare l'attenzione dell'Asse dall'invio di un convoglio a Malta da Gibilterra, azione sfociata nella battaglia di mezzo agosto in cui tuttavia il Paladin non fu coinvolto.
Dopo una sosta nei cantieri di Suez per ripulire le caldaie, il Paladin partecipò il 13 e 14 settembre a bombardamenti navali di postazioni nemiche nei dintorni di Tobruch, ma per il resto di settembre e ottobre si limitò a condurre esercitazioni e pattugliamenti nelle acque del Mediterraneo orientale; tra il 16 e il 19 novembre il cacciatorpediniere partecipò all'operazione Stoneage, scortando a Malta senza perdite il convoglio MW13 e decretando così la fine dell'assedio dell'isola. Il 5 dicembre il Paladin si trasferì a Malta scortando il convoglio MW14, partecipando tra il 13 e il 14 dicembre a una sortita della Force K di base nell'isola alla ricerca di convogli nemici diretti a Tripoli, sortita tuttavia conclusasi con un nulla di fatto. Tra gennaio e febbraio 1943 il Paladin operò da Malta nella scorta dei convogli da e per l'isola; il 17 febbraio, durante la scorta del convoglio TX1, insieme ad alcuni aerei sudafricani il cacciatorpediniere diede la caccia a nord-est di Derna al sommergibile tedesco U-205, costringendolo a riemergere e ad arrendersi: l'equipaggio del Paladin abbordò il sommergibile, fece prigionieri i 42 uomini a bordo e catturò diversi documenti riservati relativi al sistema crittografico "Enigma", anche se lo scafo dello U-205 affondò alcune ore dopo al largo di Ras al Hilal mentre la corvetta HMS Gloxinia cercava di prenderlo a rimorchio.
A partire da marzo 1943 il Paladin partecipò alle operazioni navali della campagna di Tunisia, conducendo con la Force K di Malta missioni di intercettazione dei convogli di rifornimento dell'Asse e operazioni di posa di sbarramenti di mine nelle acque del Canale di Sicilia. Il 16 aprile il Paladin partecipò alla battaglia del convoglio Cigno al largo dell'Isola di Marettimo, danneggiando in combattimento la torpediniera italiana Cassiopea e contribuendo all'affondamento della pari tipo Cigno ma dovendo poi dare il colpo di grazia al cacciatorpediniere HMS Pakenham, danneggiato dalle cannonate italiane e impossibilitato a rientrare a Malta. Il 30 aprile seguente il Paladin e il cacciatorpediniere HMS Nubian intercettarono e affondarono la largo di Capo San Marco il piccolo mercantile italiano Fauna; nella notte tra il 3 e il 4 maggio invece, nel corso della battaglia del convoglio Campobasso il Paladin, il Nubian e il HMS Petard intercettarono e distrussero un convoglio italiano affondando la torpediniera Perseo e un piroscafo.
A partire dal 1º giugno 1943 il Paladin prese parte alle operazioni preliminari allo sbarco alleato in Sicilia (operazione Corkscrew), conducendo vari bombardamenti di Pantelleria e coprendo poi l'incontrastato assalto anfibio britannico all'isola l'11 giugno. Il 10 luglio e nelle settimane seguenti il Paladin partecipò alle operazioni navali dello sbarco in Sicilia, conducendo principalmente missioni di scorta ai convogli oltre a pattugliare le acque a sud della Sardegna per prevenire sortite della flotta italiana; partendo dalla base di Biserta, il 9 agosto il cacciatorpediniere partecipò a una missione di bombardamento navale di Castellammare di Stabia, seguita il 13 agosto da un bombardamento di Vibo Valentia e quindi, il 18 agosto, da un altro cannoneggiamento contro lo scalo di Scalea in Calabria, affondando strada facendo al largo di Palermo alcuni traghetti tedeschi intenti a spostare truppe in Sicilia. Il 9 settembre invece il Paladin partecipò agli incontrastati sbarchi dei reparti britannici a Taranto (operazione Slapstick), rimanendo quindi nello scalo pugliese fino al 17 settembre come nave ammiraglia del locale comandante navale britannico. Il cacciatorpediniere svolse quindi missioni di scorta ai convogli sulle rotte tra Malta e Gibilterra, ma il 24 settembre riportò danni alle eliche nella collisione con un oggetto sommerso e dovette rimanere in cantiere per le riparazioni prima a Gibilterra e poi ad Alessandria d'Egitto fino al 14 novembre seguente.
Dopo il rientro in servizio il cacciatorpediniere fu inviato a Napoli per appoggiare con le sue artiglierie l'avanzata dei reparti alleati lungo la penisola italiana, conducendo bombardamenti costieri nella zona di Minturno e del Golfo di Gaeta. Il 31 dicembre 1943 il Paladin fu riassegno in forza alla Eastern Fleet dell'oceano Indiano, dirigendo quindi su Ceylon via canale di Suez.

### Secondo periodo nell'oceano Indiano

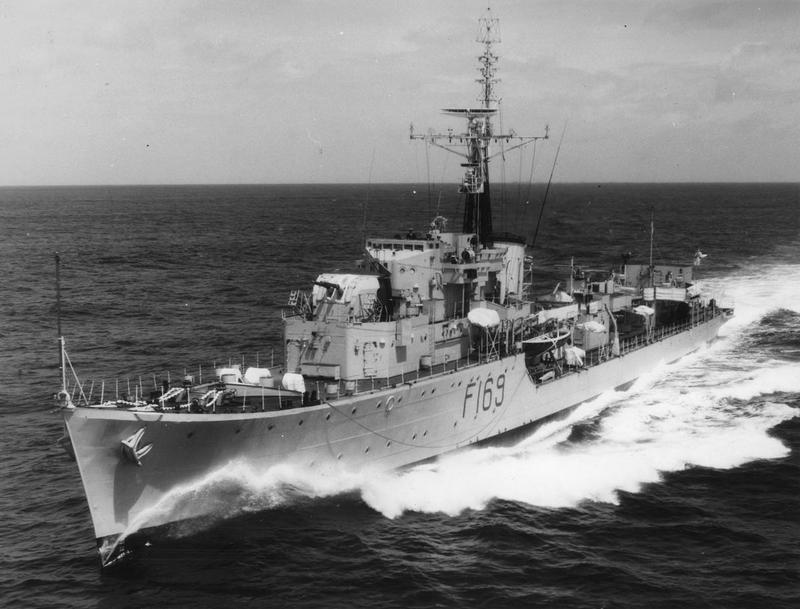
La nave nel 1958 dopo la conversione in fregata Type 16

Raggiunta Trincomalee il 28 gennaio 1944, il Paladin fu assegnato alle operazioni di scorta dei convogli tra Ceylon e Kilindini. Il 12 febbraio, durante la scorta del convoglio KR8, il Paladin e il gemello Petard mossero all'attacco del sommergibile giapponese I-27, che aveva appena silurato uno dei mercantili del convoglio: nel corso di una confusa azione lo I-27 venne costretto a riemergere e fu attaccato a colpi di cannone, ma durante una manovra di speronamento abortita all'ultimo minuto il Paladin entrò in collisione lo scafo del battello giapponese e riportò gravissimi danni e allagamenti nei locali di poppa; lo I-27 fu poi mandato a picco con un siluro dal Petard. Completamente immobilizzato, il Paladin fu rimorchiato dal Petard all'Atollo Addu dove fu riparato sommariamente; il 22 marzo la nave raggiunse quindi la base di Simon's Town in Sudafrica per svolgere i lavori di riparazione definitivi, proseguiti fino al 29 luglio seguente.
Rientrato a Trincomalee ai primi di agosto, nei mesi seguenti il Paladin riprese con le operazioni di scorta ai convogli nelle acque dell'oceano Indiano, oltre a condurre missioni di infiltrazione e recupero di agenti del SOE britannico lungo le coste della Birmania, della Malesia e delle Indie orientali olandesi. Il 26 gennaio il cacciatorpediniere appoggiò lo sbarco incontrastato di reparti britannici sull'Isola Cheduba al largo della costa birmana (operazione Sankey); tra il 9 e il 18 febbraio pattugliò invece le acque al largo dell'Isola Ramree (operazione Block), intercettando e affondando alcune imbarcazioni intente a evacuare truppe giapponesi dalla Birmania ma subendo anche lievi danni a causa di un attacco aereo nemico. Alla fine di aprile il cacciatorpediniere appoggiò un'incursione della Eastern Fleet contro le basi giapponesi nelle isole Nicobare (operazione Bishop), mentre ai primi del giugno seguente operò nelle acque tra le Nicobare e Sabang alla ricerca di navi giapponesi (operazione Irregular). Tra il 19 e il 20 luglio infine il Paladin prese parte all'operazione Livey, un'incursione delle navi britanniche contro il traffico nemico al largo di Phuket, nel corso della quale sostenne senza danni attacchi di velivoli kamikaze giapponesi.

### Dopo la guerra
L'annuncio della resa del Giappone il 15 agosto 1945 sorprese il Paladin a Trincomalee, dove la nave si stava preparando a partecipare all'imminente invasione anfibia della Malesia (operazione Zipper). Il 3 settembre seguente il cacciatorpediniere protesse lo sbarco incontrastato dei reparti britannici a Penang, mentre il 12 settembre partecipò alla formale rioccupazione britannica di Singapore. Rientrato a Trincomalee, salpò il 20 ottobre per rientrare nel Regno Unito passando per Aden, Malta e Gibilterra, arrivando infine a Portsmouth il 18 novembre seguente; nei mesi successivi la nave fu assegnata in forza alla flottiglia locale di Portsmouth, spostandosi poi nella zona dell'estuario del Clyde per partecipare a esercitazioni con i sommergibili della 3rd Submarine Flotilla. Nel 1947 la nave fu ritirara dal servizio attivo, venendo posta in riserva prima ad Harwich e poi a Chatham.
Nel 1952 il Paladin fu selezionato per essere sottoposto a lavori di modifica e modernizzazione nel porto di Rosyth, venendo convertito in fregata anti-sommergibili della nuova classe Type 16. I lavori furono completati nel marzo 1954 ma la nave fu nuovamente posta in riserva dopo poco tempo; la nave tornò in servizio attivo nel gennaio 1958, venendo dislocata a Chatham per operare nelle acque di casa. Il Paladin fu infine definitivamente radiato per obsolescenza nel giugno 1961; lo scafo venne venduto per la demolizione nel corso del 1962, raggiungendo il 25 ottobre dello stesso anno i cantieri di Dunston per iniziare i lavori di smantellamento.